# Rémelfing
Rémelfing település Franciaországban, Moselle megyében. Lakosainak száma 1308 fő (2022. január 1.). Rémelfing Neufgrange, Sarreguemines és Sarreinsming községekkel határos.

## Népesség
A település népessége az elmúlt években az alábbi módon változott:
| Lakosok száma | 1234 | 1262 | 1310 | 1458 | 1391 | 1401 | 1405 | 1397 | 1367 | 1308 |
|               | 1968 | 1982 | 1990 | 2006 | 2013 | 2015 | 2017 | 2019 | 2020 | 2022 |